# Andreea Penciu
Andreea Penciu (7 de septiembre de 2000) es una deportista rumana que compite en halterofilia. Ganó una medalla de bronce en el Campeonato Europeo de Halterofilia de 2018, en la categoría de 58 kg.

## Palmarés internacional
| Campeonato Europeo | Campeonato Europeo | Campeonato Europeo | Campeonato Europeo |
| Año                | Lugar              | Medalla            | Categoría          |
| ------------------ | ------------------ | ------------------ | ------------------ |
| 2018               | Bucarest (Rumania) | Medalla de bronce  | 58 kg              |